# 手紙 (サンボマスターの曲)
「手紙」（てがみ）は、サンボマスターが2006年3月15日にリリースした7枚目のシングル。

## 収録曲
全曲　作詞・作曲：山口隆
1. 手紙 ～来たるべき音楽として～
2. ゲットバック サンボマスター
3. 代々木にて

| スタブアイコン | サブスタブ | この項目は、まだ閲覧者の調べものの参照としては役立たない、シングルに関連した書きかけの項目です。この項目を加筆・訂正などしてくださる協力者を求めています（P:音楽/PJ:楽曲）。 |